# El Macià (les Masies de Roda)
El Macià és un monument del municipi de les Masies de Roda (Osona) inclòs en l'Inventari del Patrimoni Arquitectònic Català.

## Descripció
Sembla ser la masia original, que ha perdut la seva funció d'habitació tot i conservar la seva estructura clàssica, de planta rectangular, coberta a dues aigües, amb dos portals d'arc carpanell dovellat, i al primer pis una finestra geminada al centre de la façana i a cada banda dues finestres quadrades amb ampit, brancals i llinda de pedra. La façana destaca per la seva simetria compositiva i acaba amb una barbacana sostinguda per colls de fusta.
En el mateix conjunt hi ha una altra masia amb diversos cossos rectangulars i coberts a dues vessants. El cos principal té dos traços, té les dues portes d'accés d'arc de mig punt i adovellades, per la seva col·locació, segons els eixos de composició, se les suposa de diferent època i una finestra geminada amb brancals i llinda de pedra, a la planta baixa. Al segon pis hi ha unes finestres amb ampitadors, brancals i llinda de pedra, decorats per motllures que envolten una rosseta que es corresponen simètricament amb les finestres, més petites, del pis superior, a sota teulada, amb els brancals, les llindes i els ampitadors d'un sol carreu de pedra. La façana acaba amb una barbacana sostinguda per colls de fusta.
Completa el conjunt una capella d'una sola nau, coberta amb volta d'arc escarser i a l'exterior a doble vessant, amb capçalera d'absis semicircular, lleugerament més baix que la nau. Les obertures més significatives són la porta, d'arc escarser, amb brancals i llinda de pedra, i una ull de bou, ambdues a la façana principal, que acaba amb una cornisa motllurada, que creant un frontó fa la volta a tota la capella marcant l'entrega entre les façanes i la coberta. A sobre la teulada, un campanar d'espadanya d'un sol arc.

## Història
El conjunt del Macià està format per una capella i dos edificis amb estructura de masia, però deshabitats. Durant el segle xix, Ramona Vilaseca i tres oncles seus es traslladaren al Macià com a masovers, deixant una casa de Sant Martí anomenada Gosc. Després de la guerra civil, l'amo del Macià, un militar anomenat Fonterubinat, va vendre la casa a un altre militar, Trino Fontcoberta de Roger, i la casa fou abandonada. Mai més es tornà a habitar, però en canvi fou totalment restaurada, conservant la majoria de les obertures primitives.